# Urosigalphus
Urosigalphus är ett släkte av steklar. Urosigalphus ingår i familjen bracksteklar.

## Dottertaxa tillUrosigalphus, i alfabetisk ordning[1]
- Urosigalphus acutulus
- Urosigalphus acutus
- Urosigalphus addabruchus
- Urosigalphus aeternus
- Urosigalphus alius
- Urosigalphus anthonomi
- Urosigalphus aquilus
- Urosigalphus armatus
- Urosigalphus australis
- Urosigalphus avocadoae
- Urosigalphus barberi
- Urosigalphus bicolor
- Urosigalphus bidentatus
- Urosigalphus braziliensis
- Urosigalphus breviovipositorus
- Urosigalphus bruchi
- Urosigalphus bruchivorus
- Urosigalphus bugabensis
- Urosigalphus cautus
- Urosigalphus chalcodermi
- Urosigalphus clarus
- Urosigalphus confusor
- Urosigalphus crassisculptus
- Urosigalphus curculionis
- Urosigalphus dakotaensis
- Urosigalphus diversus
- Urosigalphus donnae
- Urosigalphus durangoensis
- Urosigalphus eulechriopis
- Urosigalphus femoratus
- Urosigalphus flavens
- Urosigalphus flexus
- Urosigalphus floridaensis
- Urosigalphus forbesi
- Urosigalphus griseae
- Urosigalphus hondurensis
- Urosigalphus hubbardi
- Urosigalphus ignotus
- Urosigalphus iowensis
- Urosigalphus islandicus
- Urosigalphus meridianus
- Urosigalphus mexicanus
- Urosigalphus mimosestes
- Urosigalphus monotonus
- Urosigalphus muesebecki
- Urosigalphus neoarmatus
- Urosigalphus neobruchi
- Urosigalphus neomexicanus
- Urosigalphus neopunctifrons
- Urosigalphus neoschwarzi
- Urosigalphus nigrescens
- Urosigalphus nigripes
- Urosigalphus novissimus
- Urosigalphus obscurus
- Urosigalphus obsoletus
- Urosigalphus ornatus
- Urosigalphus otidocephali
- Urosigalphus panamaensis
- Urosigalphus paraguayensis
- Urosigalphus pardus
- Urosigalphus porteri
- Urosigalphus pseudochelonus
- Urosigalphus pullatus
- Urosigalphus punctifrons
- Urosigalphus robustus
- Urosigalphus rubicarapace
- Urosigalphus rubicorpus
- Urosigalphus rubidus
- Urosigalphus rufiventris
- Urosigalphus rufus
- Urosigalphus rugosocorpus
- Urosigalphus rugosus
- Urosigalphus safflavus
- Urosigalphus salsola
- Urosigalphus sanguineus
- Urosigalphus schwarzi
- Urosigalphus spinatus
- Urosigalphus subtropicus
- Urosigalphus surinamensis
- Urosigalphus tamaulipas
- Urosigalphus tarsalis
- Urosigalphus trinidadensis
- Urosigalphus trituberculatus
- Urosigalphus tuberculatus
- Urosigalphus venezuelaensis
- Urosigalphus yucatanensis